# فنسنت غرير
فنسنت غرير (بالإنجليزية: Vincent Grier)‏ مواليد 14 مارس 1983 في تشارلوت، هو لاعب كرة سلة أمريكي معتزل. بدأ مسيرته الاحترافية في سنة 2006. يبلغ طوله 6 قدم 5 بوصة (2.0 م). حقق المركز الأول في الألعاب الجامعية الصيفية 2005.

## المسيرة الاحترافية
لعب مع بي سي إم جرافيلين في الدوري الفرنسي في موسم 2007–2008، ثم لعب مع شوليه باسكت في موسم 2008–2009، ثم لعب مع ماليي ميلي بيانقو في موسم 2013–2014.

## الميداليات
| الميدالية | المسابقة                      |
| --------- | ----------------------------- |
| ذهبية     | الألعاب الجامعية الصيفية 2005 |

## روابط خارجية
- فنسنت غرير على موقع كرة السلة الأوروبية.كوم (الإنجليزية)
- فنسنت غرير على موقع كلية كرة السلة في سبورتس رفرنس.كوم (الإنجليزية)
- فنسنت غرير على موقع ريلجم (الإنجليزية)
- فنسنت غرير على موقع بروبوليرز (الإنجليزية)
- فنسنت غرير على موقع سبورتس رفرنس (الإنجليزية)